# Бланкенгайм (Північний Рейн-Вестфалія)
Бланкенгайм (нім. Blankenheim) — громада в Німеччині, знаходиться в землі Північний Рейн-Вестфалія. Підпорядковується адміністративному округу Кельн. Входить до складу району Ойскірхен.
Площа — 148,62 км2. Населення становить 8268 ос. (станом на 31 грудня 2020).